# Катя Царик
Катя Царик (нар. 27 лютого 1983, м. Кривий Ріг, нині Україна) — українська режисерка-постановниця музичних премій і шоу, сценаристка, кліпмейкерка та кінорежисерка.

## Життєпис
Народилася 27 лютого 1983 року у м. Кривий Ріг, далі родина переїхала до міста Львів. Виросла у Львові, там закінчила середню школу №19.
Сім’я: Батько — Царик Олександр Іванович, мати — Царик Олександра Миколаївна, старша сестра Анна Царик і сестра двійня Анастасія Царик, також має зведеного брата Дмитра.
У 2000 році вступила на факультет кіно і телебачення Київського національного університету культури і мистецтв, який закінчила у 2005 році, здобувши вищу освіту за фахом режисер кіно і телебачення.
У 2003 році почала працювати на телеканалі 1+1 у промо відділі —перша робота за фахом.
З 2004 року почала знімати музичні кліпи. Старт кар’єри кліпмейкера припав на 2005 рік з моменту виходу в ефір кліпу для гурту Green Grey «Солнце и луна». Працювала з найвідомішими артистами України та Європи.
Створила свій особистий режисерській почерк і стиль.

### Кар‘єра
Створений кліп для гурту Kazka «Плакала» став найвідомішим українським кліпом у світі, набравши в YouTube більше 400 мільйонів переглядів.
У 2008—2010 році стає режисером-постановником щорічної премії від журналу Viva «Viva найкрасивіші».
Далі команда телеканалу 1+1 запрошує Катю Царик стати режисером постановником фінальних ефірів шоу «Голос країни» — всесвітньо відомого талант-шоу «The Voice». У 2010—2012 роках є режисером-постановницею першого і другого сезонів шоу «Голос країни» та «Голос. Діти» на 1+1.
У 2010 році стає режисером-постановницею телевізійного талант-шоу «Народна зірка» (2 сезон) для каналу «Україна».
У цьому ж році Катя Царик приймає запрошення Студії «Квартал 95» до співпраці. І стає режисером проекту «Пороблено в Україні».
У 2011 році продюсер і генеральний директор Студії «Квартал 95» Володимир Зеленський разом з партнерами і авторами студії Сергієм Шефіром і Борисом Шефіром створюють ідею до серії фільмів-біографії з музичними художніми елементами під назвою «Легенда». Виступити сценаристом і режисером-постановником запрошують Катю Царик. Так, у 2011 році виходить перший фільм із серії — «Легенда. Людмила Гурченко». Фільм розкривав життя великої акторки через призму її творчості, а саме пісень. Був створений унікальний формат, в якому поєднувалася документальна стилістика оповіді та музично-ігрові епізоди. Так само у 2011 році виходить другий фільм із серії — «Легенда. Вахтанг Кікабідзе» другий фільм із серії проекту «Легенда».
У 2013 році виступила як режисер-постановниця відкриття Дитячого пісенного конкурса Євробачення 2013.
У 2015 році була режисером, супервайзером команди Freckled Sky в шоу America’s Got Talent, Нью-Йорк.
З 2017 по 2018 рік — режисер-постановниця проєкту «Круче всіх», телеканал Інтер.
У 2018 році виступила як режисер-постановниця української музичної премії «Золота Жар-птиця».
У 2019 році Катя Царик була режисером-постановницею сольного концерту Олега Винника «Роксолана» у Палаці спорту. У цьому ж році — режисер-постановниця п’ятої ювілейної музичної премії M1 Music Awards.
З 2019 по 2022 рік, виступала як режисер-постановниця української музичної премії «Українська пісня року».
У 2020 році режисер-постановниця музичному виступу до Дня Незалежності України. У цьому ж році стала автором сценарію та режисером-постановницею дебютного, короткометражного фільму «Обійми мене».
Фільм «Обійми мене» взяв участь у низці міжнародних кінофестивалів і здобув номінацію «Кращий короткометражний фільм» на 50-му кінофестивалю «Молодість».
У 2021 році Катя Царик була режисером-постановницею, автором концепції «Незалежність у нашій ДНК. День народження країни» — музичного шоу до 30-ї річниці Дня Незалежності України на НСК «Олімпійський». Шоу визнано найкращим музичним шоу за всі роки Незалежності. Також у 2021 році, в рамках святкування 30-ти річчя Дня Незалежності України, виступила режисером Дня Прапора, який пройшов у географічному центрі України в Черкаській області.
У 2021 році — режисер-постановниця урочистої відзнаки Національного олімпійського комітету України.
У 2022 році Катя Царик була режисером-постановницею Дня Незалежності України. Музичний концерт Незламних у метро.
З 2022 року викладає в Київському національному університеті культури і мистецтв на кафедрі режисури кіно і телебачення авторський курс Каті Царик.

## Роботи

### Відеокліпи
- Anzhela — «Blue sky» (2022)
- Green Grey — «Солнце и луна» (2005)
- Jamala — «You Made of Love», «Ціна правди»
- KAZKA — «Плакала» (2018)
- Nikita Lomakin — «Зеркала»
- The Hardkiss — «Обійми» (2021)[23]
- Віталій Козловський і Юлія Думанська — «Тайна»
- Гайтана — «Капли дождя», «Дивне кохання», «Люби меня», «Тайные желания»
- Наталія Могилевська і Кузьма Скрябін — «Ти мені не даєш» (2005)
- Олександр Пономарьов — «Ніченькою»
- С.К.А.Й — «Тебе це може вбити», «Те що треба», «Як мене звати»
- Скрябін — «Старі фотографії» (2006)
- Юлія Донченко Maxima — «У раю», «Ворожка»

### Фільмографія
- 2011 — «Легенда. Людмила Гурченко»[24].
- 2020 — «Обійми мене»[25].

## Нагороди та номінації
- 2022 — Орден «За заслуги» III ступеня[26].

### Музичні премії
| Рік  | Премія               | Категорія, робота                                         | Результат |
| ---- | -------------------- | --------------------------------------------------------- | --------- |
| 2019 | Yuna                 | Кращий кліп року (KAZKA — «Плакала»)                      | Номінація |
| 2019 | M1 Music Awards      | Кращий кліп року (KAZKA — «Плакала»)                      | Номінація |
| 2019 | Золота Жар-птиця     | Кращий кліп року (KAZKA — «Плакала»)                      | Номінація |
| 2019 | Top Hit Music Awards | Відеокліп року (гурт) YouTube Ukraine (KAZKA — «Плакала») | Перемога  |

### Кінопремії
| Рік  | Премія                                               | Категорія, робота                             | Результат |
| ---- | ---------------------------------------------------- | --------------------------------------------- | --------- |
| 2021 | ARFF Amsterdam // International Awards               | Best Short Film (“Hold me”)                   | Номінація |
| 2021 | New York Indie Shorts Awards                         | Best Foreign Short Film (“Hold me”)           | Номінація |
| 2021 | 50-й Київський міжнародний кінофестиваль «Молодість» | Кращий короткометражний фільм («Обійми мене») | Номінація |

## Сім’я
У 2010 році вийшла заміж за українського кінооператора Юрія Короля. Має двох дітей – сина Філіпа і доньку Єву.